# Mesochorus plebejanus
Mesochorus plebejanus är en stekelart som beskrevs av Schwenke 1999. Mesochorus plebejanus ingår i släktet Mesochorus och familjen brokparasitsteklar. Inga underarter finns listade i Catalogue of Life.